# Mossjön (Åkers socken, Södermanland)
Mossjön är en sjö i Strängnäs kommun i Södermanland och ingår i Norrströms huvudavrinningsområde.